# Nicolas Vogoridès
Nicolas Conaki Vogoridès ou Vogoridi  (roumain Nicolae Conache Vogoride) né à Jassy en 1820, mort à Bucarest le 23 avril 1863, est régent ou caïmacan de Moldavie de 1857 à 1858.

## Origine
Nicolas Vogoridès est le fils du diplomate phanariote d'origine pontique et bulgare au service de l’Empire ottoman : Stephanos Vogoridès (en roumain : Ștefan Vogoride) qui fut Caïmacan de Moldavie de juillet 1821 au 22 octobre 1822 pendant l’occupation ottomane qui suivit la révolution de 1821 en Moldavie et Valachie, avant d’être nommé Prince de Samos de 1833 à 1852 et de son épouse Rallou Skilitzès (morte en 1845).
Nicolas Voloridès avait épousé Katherini Conaki (Ecaterina Conache), la fille et héritière du poète moldave Constantin Conaki dont il adjoint le patronyme au sien.
Il était ministre des finances sous le gouvernement de Teodor Balș et, après la mort subite de ce dernier, il est nommé le 7 mars 1857 à sa place par l’autorité du condominium austro-ottomane qui gérait le pays depuis le départ des Russes. 
Comme son prédécesseur, il est un conservateur et un opposant acharné à la fusion des principautés après l’élection des Divans « ad hoc » destinés à préparer l’avenir des deux pays. Il doit cependant se retirer et céder la place en octobre 1858 à un Caïmacana de trei composé de Ștefan Catargiu, remplacé le 20 octobre 1858 par Ioan A. Cantacuzène, Vasile Sturdza et Anastasie Panu. C’est ce gouvernement qui prépare l’élection d’Alexandre Jean Cuza comme prince de Moldavie le 5 janvier 1859. 
Nicolas Conaki Vogoridès est nommé général Ottoman en 1860 et meurt le 23 avril 1863 à l'âge de 42 ans.

## Union et postérité
De son union en 1844 avec Ecatarina Conache (1829-1870) sont nés quatre enfants, deux garçons et deux filles.

## Note
1. ↑  La monarchie était élective dans les principautés roumaines de Moldavie et de Valachie. Le souverain (voïvode, hospodar ou domnitor selon les époques et les sources) était élu par (et souvent parmi) les boyards, puis agréé par les Ottomans : pour être nommé, régner et se maintenir, il s'appuyait sur les partis de boyards et fréquemment sur les puissances voisines, russe et turque, car jusqu'en 1859 les deux principautés étaient vassales et tributaires de la « Sublime Porte ». Le candidat au trône devait ensuite "amortir ses investissements" par sa part sur les taxes et impôts, verser en outre le tribut aux Ottomans, payer ses mercenaires et s'enrichir néanmoins. Pour cela, un règne d'un semestre au moins était nécessaire, mais la "concurrence" était rude, certains princes ne parvenaient pas à se maintenir assez longtemps sur le trône, et devaient ré-essayer. Cela explique le "jeu des chaises musicales" sur les trônes, la brièveté de beaucoup de règnes, les règnes interrompus et repris, et parfois les règnes à plusieurs (co-princes). Quant au gouvernement, il était assuré par les ministres et par le Sfat domnesc (conseil des boyards).
Concernant le tribut aux Turcs, la vassalité des principautés roumaines envers l'Empire ottoman ne signifie pas, comme le montrent par erreur beaucoup de cartes historiques, qu'elles soient devenues des provinces turques et des pays musulmans. Seuls quelques petits territoires moldaves et valaques sont devenus ottomans : en 1422 la Dobrogée au sud des bouches du Danube, en 1484 la Bessarabie alors dénommée Boudjak, au nord des bouches du Danube (ce nom ne désignait alors que les rives du Danube et de la mer Noire), en 1538 les rayas de Brăila alors dénommée Ibrahil et de Tighina alors dénommée Bender, et en 1713 la raya de Hotin. Le reste des principautés de Valachie et Moldavie (y compris la Moldavie entre Dniestr et Prut qui sera appelée Bessarabie en 1812, lors de l'annexion russe) ont conservé leurs propres lois, leur religion orthodoxe, leurs boyards, princes, ministres, armées et autonomie politique (au point de se dresser plus d'une fois contre le Sultan ottoman). Les erreurs cartographiques et historiques sont dues à l'ignorance ou à des simplifications réductrices. Voir Gilles Veinstein et Mihnea Berindei : L'Empire ottoman et les pays roumains, EHESS, Paris, 1987.
2. ↑  Caïmacan : dignité princière non héréditaire instituée en faveur des Phanariotes par le protocole de Londres, signé entre la Turquie, la France, l'Angleterre et la Russie le 11 décembre 1832 qui  garantissait, entre autres, la sécurité des orthodoxes de Turquie
3. ↑  Archives Diplomatiques 6e année. Tome premier, 1er trimestre 1866, Paris p. 60